# Петрашівка (Тульчинський район)
Петраші́вка — село в Україні, у Шпиківській селищній громаді Тульчинського району Вінницької області. Населення становить 553 особи.

## Історія
Станом на 1885 рік у колишньому власницькому селі Печарської волості Брацлавського повіту Подільської губернії мешкало 534 особи, налічувалось 216 дворових господарств, існував постоялий будинок.
В 1892 році існувало 95 дворових господарств, проживало 465 мешканців.
За переписом 1897 року кількість мешканців зросла до 812 осіб (392 чоловічої статі та 420 — жіночої), з яких 635 — православної віри, 153 — римо-католицької.
1905 року у селі, що належало К. К. Потоцькому, існувало 143 дворових господарства, проживало 789 мешканців, існувала православна церква церковно-приходська школа.
7 (20) листопада 1917 року, відповідно до Третього Універсалу Української Центральної Ради, увійшло до складу Української Народної Республіки.
12 червня 2020 року, відповідно до Розпорядження Кабінету Міністрів України від  № 707-р «Про визначення адміністративних центрів та затвердження територій територіальних громад Вінницької області», увійшло до складу Шпиківської селищної територіальної громади.
19 липня 2020 року, в результаті адміністративно-територіальної реформи та ліквідації Тульчинського район(1923 — 2020), село увійшло до складу новоутвореного Тульчинського району.

## Населення

### Мова
Розподіл населення за рідною мовою за даними :
| Мова       | Кількість | Відсоток |
| ---------- | --------- | -------- |
| українська | 545       | 98.55%   |
| російська  | 8         | 1.45%    |
| Усього     | 553       | 100%     |